# Vic Moeremans
Vic Moeremans (Mechelen, 27 maart 1913 – Gent, 7 april 1999) was een Vlaams theater- en tv-acteur. Hij was de vader van acteur Walter Moeremans en grootvader van Sarah Moeremans.

## Televisie en film
Naast een drukke carrière als theateracteur was in hij Vlaanderen vooral bekend om zijn talloze rollen in films en tv-feuilletons voor de toenmalige BRT van 1959 tot 1994.
Zijn bekendste rollen waren deze van Ome Ben in Johan en de Alverman, als boer Vermeulen in De Vlaschaard (waarmee hij in 1983 het Gouden Kalf voor de beste acteur won), als Isidoor de Mulder in De Paradijsvogels en Pukkel in Kapitein Zeppos.

## Overzicht
- Niet voor publikatie (1994) - Oude zaalwachter
- Daens (1993) - Abt
- Koko Flanel (1990) - Marcello
- De Brug (1990) - Dokter Wansink
- De Schietspoeldynastie (1989) - Staf Poorter
- Klein Londen, Klein Berlijn (1988)
- Langs de kade - Laura's Vader (1988)
- Springen (1985) - Adalbrecht Schimmelpenninck
- De Aardwolf (1984) - Willem
- De Vlaschaard (1983) - Boer Vermeulen
- Tango (1980) - Emile
- De Paradijsvogels (1979) - Isidoor de Mulder
- Filumena (1979) - Kelner
- De proefkonijnen (1979) - Trainer
- De Brusselse straatzanger (1978) - Klaas
- Het Huwelijksfeest (1978) - Louis Lithanov
- Het Dievenbal (1977) - Lord Edgard
- In perfecte staat (1977) - Hendrickx
- Zonder onderschriften (1976) - Leo
- De Man van 59 (1975) - Holvoet
- Centraal station - Tielemans (1 episode)
- In de holte van je arm (1974) - Otto
- Magister Maesius (1974) - Raadslid
- Merijntje Gijzen - Mop van Zette
- La cage aux ours (1974) - Bsr
- Rikketikketak (1973) - Smid
- De Routiers (1973) - Fik
- Boerin in Frankrijk (1973) - Knecht
- Gered (1973) - Vader
- Het Zwaard van Ardoewaan (1972) - Grim
- Arsenicum en oude kant (1971) - Teddy Brewster
- Een geschiedenis uit Irkoetsk (1970) - Koorlid 3
- De Jongste dag (1970) - Waard
- 't Was de wind (1970) - Emanuele
- Beschuldigde sta op (1 episode, 1970)
- Die ene dag (1969) - Alf
- Fabian van Fallada (1969) - Goliath
- Driestuiversopera (1969) - Politiekommissaris Brown
- Hard Contract (1969)
- Moeder Courage en haar kinderen (1969) - De Kok
- De avonturen van de brave soldaat Schwejk (1968) - Broun
- Egmont (1968) - Soest
- Storm Over Firenze (1968) - Valori
- De drie musketiers (1968) - M. de Tréville kapitein van de Musketiers
- Gebroeders Karamazow (1968) - Fjodor Karamazow
- De rozen van Henry Thayer (1968) - Mr. Perkins
- Midas (1967) - Inspecteur Renneville
- Te Venetië als in de hemel (1966) - Giacomo
- Axel Nort (1966) - Buf
- Het avontuur van de drie studenten (1966)
- Jeroom en Benzamien (1966) - Rosseels
- Johan en de Alverman (1965) - Ome Ben
- Ispahan (1965)
- Robert en Bertrand (1965)
- De man die zijn haar kort liet knippen (1965) - Directeur
- Kapitein Zeppos (1964) - Pukkel (1964)
- Luckie Henkie (1964)
- Dossier Chelsea Street (1964) - Eerste agent
- Peegie (1964)
- Carlotta (1962)
- De Open tuindeuren (1961)
- De Toonladder (1961)
- Tijl Uilenspiegel (1961) - Gielen
- De Klowns triomferen (1961)
- De Muziekkampioen (1960)
- Veel leven om niets (1959)
- Fragment uit 'De gecroonde leersse' (1959)
- De Zaak Lipschitz (1959)
- De Antikwaar (1959)
- Fanny (1959)
- Ook het kleine telt (1959)